# Pure Earth

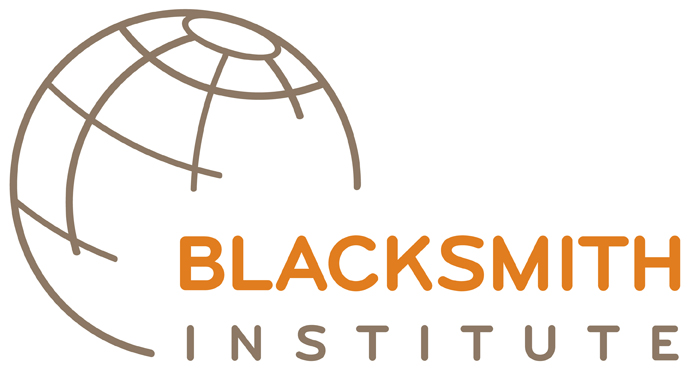
Logotipo da organização.

Pure Earth (anteriormente Blacksmite Institute) é uma organização internacional sem fins lucrativos fundada em 1999, baseada em Nova Iorque, que se dedica à despoluição no mundo em desenvolvimento. A Blacksmith identifica e limpa os locais mais poluídos do mundo, concentrando-se em comunidades em que as crianças estão em maior risco, tendo completado mais de trinta projetos de limpeza ao redor do mundo. Atualmente, está envolvida em mais de quarenta projetos em dezanove países.